# Wysokie (gmina Wysokie)

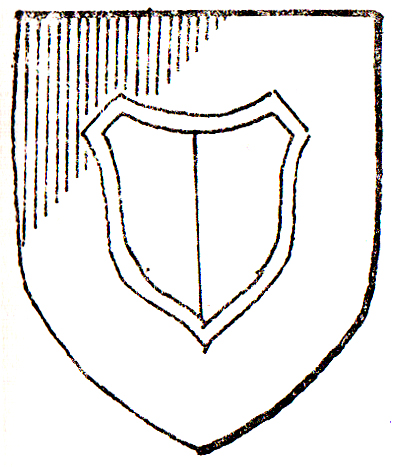
Nieoficjalny herb wsi Wysokie

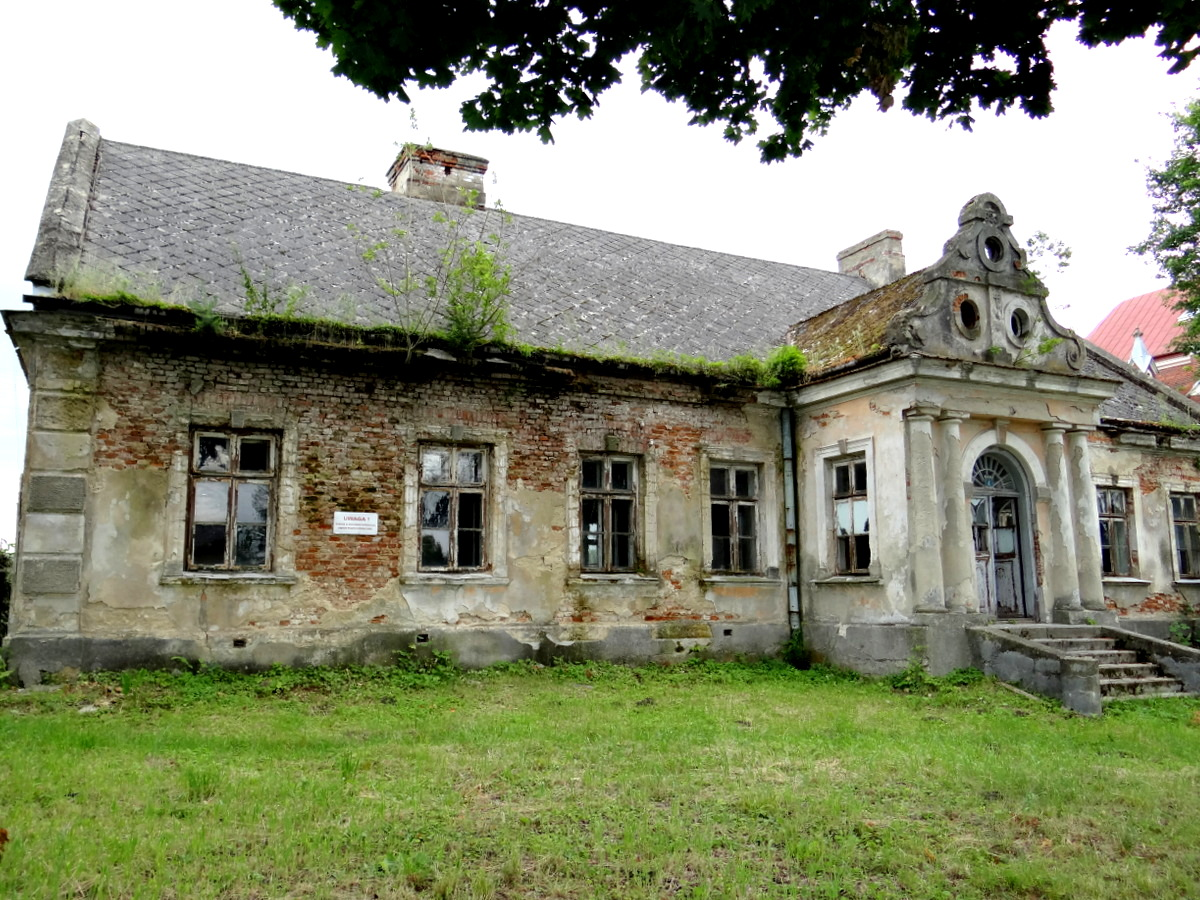
Stara plebania

Wysokie – wieś (dawniej miasto) w Polsce, położona na Wyniosłości Giełczewskiej, w województwie lubelskim, w powiecie lubelskim. 
Wieś jest sołectwem, siedzibą gminy Wysokie. Według Narodowego Spisu Powszechnego z roku 2011 wieś liczyła 601 mieszkańców.
We wsi znajdują się: szkoła podstawowa, parafia rzymskokatolicka, straż pożarna, Gminna Biblioteka Publiczna, bank, apteka, oraz boisko typu "orlik".
Historycznie położone jest w Małopolsce (początkowo w ziemi sandomierskiej, a następnie w ziemi lubelskiej). Prywatne miasto szlacheckie położone było w drugiej połowie XVI wieku w powiecie urzędowskim w województwie lubelskim. Prawa miejskie od 1368 do 10 kwietnia 1821. W latach 1600–1660 miejscowy kościół zamieniony został na zbór przez braci polskich. Miasto Wysokie Lubelskie wchodziło w skład dóbr Wysokie Lubelskie księżnej Anny Jabłonowskiej. 
Ze względu na specyficzne położenie (duża odległość do wszystkich ośrodków ponadlokalnych) miejscowość często zmieniała przynależność administracyjną. Do końca 1972 Wysokie należało do powiatu krasnostawskiego, a w latach 1973–1975 do powiatu bychawskiego (województwo lubelskie). W latach 1975–1998 miejscowość należała administracyjnie do województwa zamojskiego (rejon biłgorajski). W 1999 powróciła do województwa lubelskiego, choć tym razem znalazła się w powiecie lubelskim.

## Położenie
W Wysokiem krzyżują się dwie znaczące drogi województwa lubelskiego
- Lublin-Biłgoraj
- Kraśnik-Krasnystaw

Odległości do najbliższych miast w linii prostej:
- Lublin – 39 km
- Krasnystaw – 36 km
- Biłgoraj – 41 km
- Frampol – 26 km
- Kraśnik – 31 km
- Bychawa – 15 km